# Acacia lasiopetala
Acacia lasiopetala é uma espécie de leguminosa do gênero Acacia, pertencente à família Fabaceae.